# Otto Stapf
Otto Stapf FRS (Ischl Oberösterreich, 23 de março de 1857 - Innsbruck, 3 de agosto de 1933) foi um botânico e taxonomista austríaco filho de Joseph Stapf, que trabalhou no sal minas de Hallstatt. Ele cresceu em Hallstatt e mais tarde publicou vestígios arqueológicos de uma planta da Idade do Ferro tardia, que foi descoberta por seu pai.